# Bertholletia
Bertholletia là một chi thực vật có hoa trong họ Lecythidaceae.

## Loài
- Bertholletia excelsa, Humb. & Bonpl., 1807: Dẻ Brazil
- Bertholletia minor, Chois. ex Knuth, 1939